# Variovorax
Variovorax es un género de bacterias gramnegativas de la familia Comamonadaceae. Fue descrito en el año 1991. Su etimología hace referencia a degradación de varios sustratos. Son bacterias aerobias y móviles, en general por flagelo polar, aunque algunas especies muestran flagelación perítrica. Pueden crecer de forma individual o en pares. En general se encuentran en suelos, y algunas especies forman parte de la rizosfera de varias plantas. 